# Gustave Lauvaux
Gustave Henri Lauvaux (né le 21 novembre 1892 à Châlons-sur-Marne et mort le 8 avril 1970 à Trouan-le-Grand) est un athlète français.
Il participe aux Jeux olympiques de 1920 et se classe cinquième de l'épreuve de cross-country par équipes et 17e de l'épreuve individuelle.
Il remporte le 1 500 m des Championnats de France d'athlétisme 1913, ainsi que la même année le Prix Roosevelt (3 miles du RCF). 

## Biographie
Herni Lauvaux est issu d'une fratrie châlonnaise de quinze enfants. Son frère Henri Lauvaux est aussi un athlète de haut niveau ayant participé aux jeux olympiques. Deux autres frères sont également sportifs de haut niveau, René et Camille. Un équipement sportif nommé Stade des frères Lauvaux à Châlons en Champagne rend hommage à ces quatre hommes.

## Palmarès
| Date | Compétition     | Lieu   | Résultat | Discipline                |
| ---- | --------------- | ------ | -------- | ------------------------- |
| 1920 | Jeux olympiques | Anvers | 17e      | Cross-country individuel  |
| 1920 | Jeux olympiques | Anvers | 5e       | Cross-country par équipes |